# Adolphe Dupeuty
Adolphe Ferdinand Dupeuty (Paris, 6 mars 1826 - L'Haÿ-les-Roses, 13 mars 1884) est un journaliste et auteur dramatique français, fils de Charles Dupeuty.

## Biographie
Secrétaire de l'Opéra de 1850 à 1852, chroniqueur à partir de 1856 au Figaro, à Figaro-programme au Charivari et à l'Événement où il tenait la rubrique du « Courrier des théâtres », ses pièces ont été représentées sur les plus grandes scènes parisiennes du XIXe siècle : Théâtre des Folies-Dramatiques, Théâtre Marigny, Théâtre du Palais-Royal etc.

## Œuvres
- Une campagne à deux, comédie en un acte, avec Ernest Jaime, 1843
- L'Hôtel de la Tête Noire, drame en cinq actes et neuf tableaux, avec Eugène Cormon et Eugène Grangé, 1849
- Les Canotiers de la Seine, vaudeville aquatique en 3 actes, avec Henri Thiéry, 1853
- Fualdès, drame en cinq actes et huit tableaux, avec Grangé, 1857
- Arsène et Camille, vaudeville en un acte, mêlé de couplets, avec Henri Thiéry, 1859
- Un joli cocher, vaudeville en 1 acte, avec Thiéry, 1863
- Où est la femme ?, préface de Jules Noriac, E. Dentu, 1864
- Le Carnaval des canotiers, vaudeville en 4 actes, avec Charles Dupeuty, Amédée de Jallais et Thiéry, 1864
- En classe ! Mesdemoiselles, folie-vaudeville en 1 acte, avec de Jallais, 1864
- Le Serment de bichette, vaudeville en un acte, avec Hippolyte Bedeau, 1867
- Blanche de Césanne, proverbe en 1 acte, 1874